# Heinrich von Oppen
Heinrich Karl Wilhelm Ehrenfried Hellmuth von Oppen (né le 6 avril 1869 à Breslau et mort le 2 novembre 1925 à Altfriedland) est un fonctionnaire administratif allemand, propriétaire d'un manoir et parlementaire.

## Biographie

### Origine
Heinrich est issu de la famille noble von Oppen et est le fils du lieutenant-général prussien Karl von Oppen (1824-1895) et de sa seconde épouse Gabriele Marie, née comtesse von Itzenplitz (1839-1901). Matthias von Oppen et Joachim von Oppen (de) sont ses frères.

### Carrière
Oppen étudie le droit à l'Université Georges-Auguste de Göttingen. En 1887, il devient membre du Corps Saxonia Göttingen. Après avoir terminé ses études, il termine son stage de droit et devient évaluateur du gouvernement dans la fonction publique prussienne. En 1896, il est nommé administrateur de l'arrondissement du Haut-Barnim. En 1909, il est nommé chef de la police de Breslau. En 1916, il s'installe à Berlin en tant que chef de la police, où il reste en fonction jusqu'au 9 novembre 1918.
Oppen est propriétaire des manoirs d'Altfriedland et de Metzdorf d'une superficie de 1 711 hectares. Il est député d'arrondissement, membre du comité d'arrondissement et du conseil d'arrondissement. Il est membre du comité provincial et du parlement provincial de Brandebourg ainsi que du Conseil d'État prussien.

### Famille
Oppen épousa Hildegard von der Planitz, la fille du colonel général prussien Ernst von der Planitz (1836-1910), le 11 novembre 1899 à Berlin. Le couple a plusieurs enfants :
- Karl August (1901-1974), à Alt-Friedland et Metzdorf, juge fédéral du travail
- Louise (née en 1903)
- Elsbeth (1904-1978), professeur d'agriculture principale
- Hélène Charlotte (1906-1979), médecin
- Ernst (1907-1943), lieutenant du 178e régiment d'infanterie[7]
- Margarethe (1908-1972)
- Marie (1908-1966), médecin
- Adolf Friedrich (1911-1987), scientifique[8]